# Prigorodnoje (Kaliningrad, Slawsk)
Prigorodnoje (russisch Пригородное, deutsch Sandfluß, 1931 bis 1945 Lindental, litauisch Žiezdrinė) ist ein Ort in der russischen Oblast Kaliningrad. Er gehört zur kommunalen Selbstverwaltungseinheit Stadtkreis Slawsk im Rajon Slawsk.

## Geographische Lage
Prigorodnoje liegt drei Kilometer südöstlich der Stadt Slawsk an einer Nebenstraße, die die Kreisstadt mit der russischen Fernstraße A 216 (ehemalige deutsche Reichsstraße 138, heute auch Europastraße 77) unweit von Nowokolchosnoje (Sandlauken, 1938 bis 1946 Sandfelde) verbindet. Die nächste Bahnstation ist Slawsk an der Bahnstrecke Kaliningrad–Sowetsk (Königsberg–Tilsit).

## Geschichte
Das bis 1931 Sandfluß genannte Dorf bestand vor 1945 aus vielen verstreut liegende kleinen Gehöften. Am 10. Mai 1862 soll es aus der Zusammenlegung von Groß- und Klein Sandfluß gebildet worden sein. Am 26. März 1874 wurde es Amtsdorf und damit namensgebend für einen neu errichteten Amtsbezirk, der – am 17. Dezember 1931 in „Amtsbezirk Lindental umbenannt“ – bis 1945 zum Kreis Niederung (ab 1938: Kreis Elchniederung) im Regierungsbezirk Gumbinnen der preußischen Provinz Ostpreußen gehörte. 
In der Landgemeinde Sandfluß waren im Jahr 1910 446 Einwohner registriert. Am 23. September 1931 wurde Sandfluß in „Lindental“ umbenannt. Die Zahl der Einwohner sank bis 1933 auf 423 und betrug 1939 nur noch 372.
In Kriegsfolge kam der Ort im Jahre 1945 mit dem nördlichen Ostpreußen zur Sowjetunion. Im Jahr 1947 erhielt er die russische Bezeichnung „Prigorodnoje“ und wurde gleichzeitig in den Dorfsowjet Gastellowski selski Sowet im Rajon Slawsk eingeordnet. Von 2008 bis 2015 gehörte Prigorodnoje zur städtischen Gemeinde Slawskoje gorodskoje posselenije und seither zum Stadtkreis Slawsk.

### Amtsbezirk Sandfluß/Lindental (1874–1945)
Zwischen 1874 und 1945 war Sandfluß resp. Lindental ein Amtsdorf, in dessen Bezirk anfangs 13 Landgemeinden bzw. Gutsbezirke lagen:
| Name                | Änderungsname 1938 bis 1946 | Russischer Name | Bemerkungen                                      |
| ------------------- | --------------------------- | --------------- | ------------------------------------------------ |
| Augstoje            |                             |                 | 1874 nach Thomaten eingegliedert                 |
| Baltruscheiten      | Amtal                       |                 |                                                  |
| Blausden            | Blauden                     | Goworowo        | 1922 in den Landkreis Tilsit-Ragnit umgegliedert |
| Dittballen          | Streulage                   | Luschki         |                                                  |
| Laukandter Wiese    |                             |                 | nach Thomaten eingegliedert                      |
| Laukandter Wüstenei |                             |                 | 1924 nach Alt Weynoten eingegliedert             |
| Neustreit           |                             |                 | 1893 nach Thomaten eingegliedert                 |
| Noragehlen          | Urbansprind                 |                 |                                                  |
| Pauperischken       |                             |                 | 1922 in den Landkreis Tilsit-Ragnit umgegliedert |
| Sandfluß            | ab 1931: Lindental          | Prigorodnoje    |                                                  |
| Skroblienen         | Waldreuten                  | Sadoroschnoje   | 1922 in den Landkreis Tilsit-Ragnit umgegliedert |
| Smaledumen          | Fichtenberg (Ostpr.)        | Peski           | 1922 in den Landkreis Tilsit-Ragnit umgegliedert |
| Thomaten            |                             | Dalneje         |                                                  |
| Urbansprindt        |                             |                 | 1893 nach Noragehlen eingegliedert               |

Am 1. Januar 1945 bildeten noch fünf Gemeinden den zu der Zeit bereits „Lindental“ genannten Amtsbezirk: Amtal, Lindental, Streulage, Thomaten und Urbansprind. Von ihnen existieren heute nur noch zwei.

## Kirche
Mit seiner überwiegend evangelischen Bevölkerung war Sandfluß resp. Lindental vor 1945 in das Kirchspiel der Kirche Heinrichswalde eingepfarrt. Es gehörte zum Kirchenkreis Niederung (Elchniederung) innerhalb der Kirchenprovinz Ostpreußen der Kirche der Altpreußischen Union. Der kirchliche Bezug nach Slawsk gilt heute auch für Prigorodnoje, hat sich doch in der Kreisstadt in den 1990er Jahren eine kleine evangelisch-lutherische Gemeinde gebildet, in deren Einzugsbereich Prigorodnoje liegt. Sie ist Pfarrsitz der Kirchenregion Slawsk in der Propstei Kaliningrad der Evangelisch-lutherischen Kirche Europäisches Russland.